# Końcepole (sielsowiet Mieżany)
Końcepole – dawny folwark. Tereny, na których był położony, leżą obecnie na Białorusi, w obwodzie witebskim, w rejonie brasławskim, w sielsowiecie Mieżany.

## Historia
W latach 1921–1939 folwark leżał w Polsce, w województwie nowogródzkim (od 1926 w województwie wileńskim) w powiecie brasławskim w gminie Dryświaty.
Według Powszechnego Spisu Ludności z 1921 roku zamieszkiwało tu 7 osób, 6 było wyznania rzymskokatolickiego a 1 prawosławnego. Jednocześnie 6 mieszkańców zadeklarowało polską przynależność narodową a 1 rosyjska. Był tu 1 budynek mieszkalny. W 1931 w 1 domu zamieszkiwało 5 osób.
Miejscowość należała do parafii rzymskokatolickiej w Dryświatach. W 1933 podlegała pod Sąd Grodzki w m. Turmont i Okręgowy w Wilnie; właściwy urząd pocztowy mieścił się w Opsie.